# كارل ألبرت (أستاذ جامعي)
كارل ألبرت (بالألمانية: Karl Albert)‏ هو فيلسوف ألماني، ولد في 2 أكتوبر 1921 في Neheim-Hüsten ‏ في ألمانيا، وتوفي في 9 أكتوبر 2008.